# United States Football League
La United States Football League (comúnmente conocida como la USFL) fue una liga profesional de fútbol americano, la cual jugó solo 3 temporadas entre 1983 y 1985. A pesar de durar solo tres años, ha sido por mucho la competencia más fuerte a la que se ha enfrentado la National Football League desde la versión de la década de los años 1960 de la American Football League. La liga se disolvió formalmente en 1988 mientras que la demanda por monopolio que introdujo en contra de la NFL seguía su curso.

## Organización

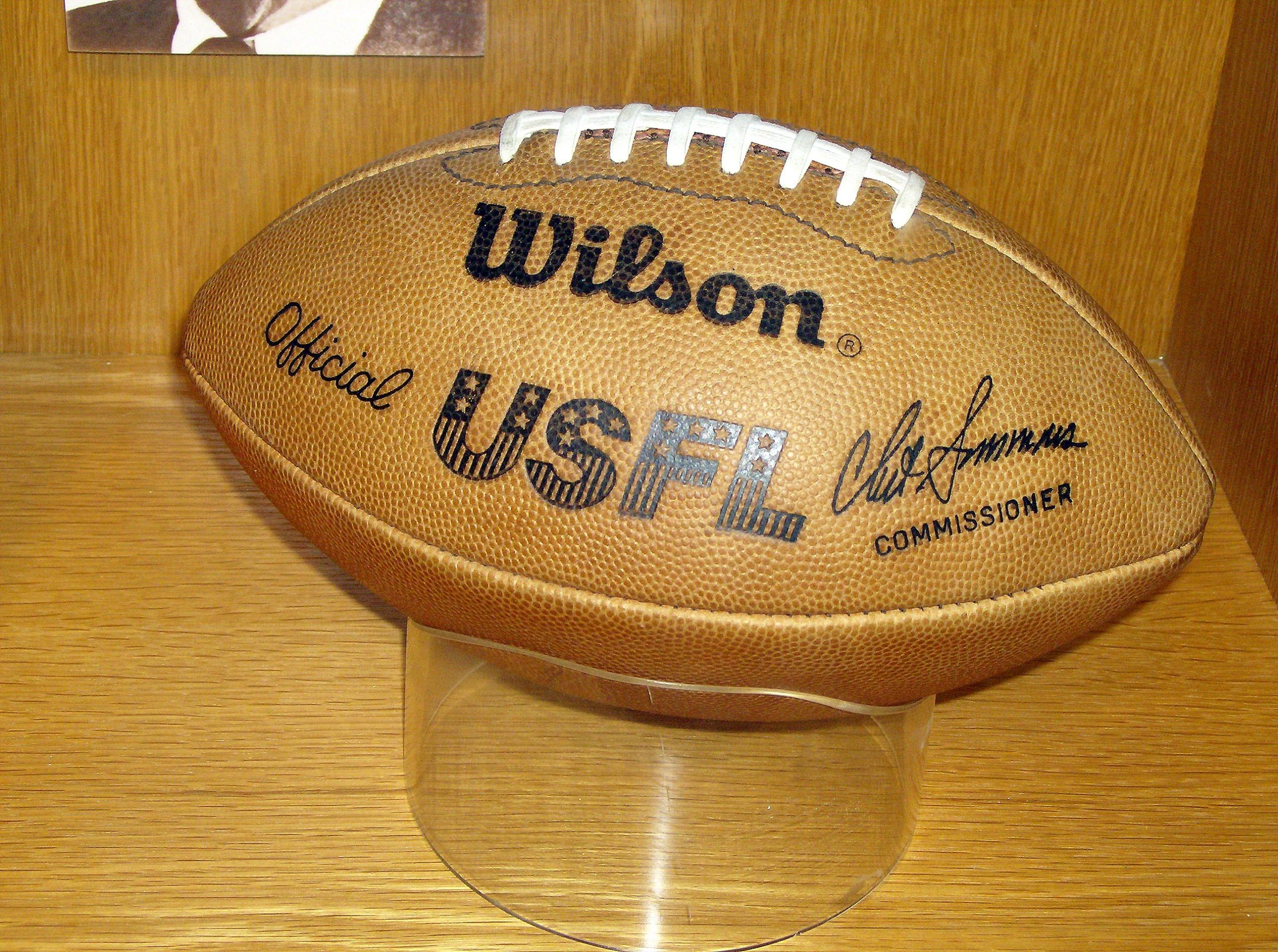
Balón oficial de la USFL.

La USFL fue la invención de David Dixon, un anticuario de Nueva Orleans, quien fue fundamental en la creación de los New Orleans Saints. En 1965, el vislumbró al fútbol americano como un deporte para las temporadas de primavera y verano. 
En los siguientes 15 años, Dixon estudió a los últimos dos retadores al dominio de la NFL en el terreno profesional (la AFL y la WFL). En 1980, encargó un estudio a la compañía Frank Magid Associates, el cual encontró resultados prometedores para una liga de fútbol americano para la primavera y el verano. También realizó el diseño para las eventuales operaciones de la liga, las cuales incluirían una temprana exposición de televisión, una fuerte promoción en los mercados locales, y a dueños dispuestos a absorber años de pérdidas financieras (lo cual el creyó inevitable, mientras se afianzaba la liga).  También armó una lista de potenciales franquicias, localizadas en mercados atractivos para un socio televisivo potencial.  
Con la contratación del respetado entrenador universitario y profesional John Ralston como su primer empleado, Dixon logró firmar a 12 ciudades en Estados Unidos (nueve de ellas ya tenían equipos de la NFL, tres no tenían ninguno). Rápidamente lograron negociar un trato de transmisión terrestre de televisión con la división deportiva de la ABC y un trato de cable con la entonces compañía novata ESPN.
Después de casi dos años de preparación, Dixon formalmente anunció la formación de la USFL en el 21 Club en Nueva York el 11 de mayo de 1982; para comenzar operaciones en 1983. El entonces presidente de ESPN Chet Simmons fue nombrado como el primer comisionado de la liga.

## Inestabilidad de las franquicias
Mientras ningún equipo de la USFL se retiró durante las temporadas de la USFL, eso estuvo cerca de suceder varias ocasiones, y algunas franquicias se retiraron antes o después de jugar una temporada. Incluso antes de que la liga realizará siquiera su primera jugada en un campo, hubo un considerable flujo de movimientos alrededor de la franquicia de Los Ángeles. El problema comenzó cuando el dueño original de la franquicia de Los Angeles, Alex Spanos, se retiró del proyecto y se convirtió en dueño minoritario de los San Diego Chargers de la NFL. Jim Joseph, dueño parcial de los Oakland Invaders, rápidamente compró los derechos del equipo.  
Sin embargo, sucedió que a los dueños de la franquicia de la USFL en San Diego, los multimillonarios de la televisión por cable Bill Daniels y Alan Harmon, se les negó el arrendamiento del Jack Murphy Stadium (en parte por presión de los Padres y los Chargers). Los Angeles era vista como una ubicación crítica para el éxito de la liga, y Dixon y Simmons sintieron que esos millonarios serían más útiles para dirigir los empeños de la liga en Los Angeles. Joseph fue forzado a mover su equipo a Phoenix, Arizona; el cual se llamó Arizona Wranglers. El equipo de Daniels y Harmon se convirtió en el equipo Los Angeles Express.
Una vez que comenzaron a jugar las franquicias de la USFL, la liga experimentó muchísima inestabilidad en las franquicias, reubicaciones y cierres de las mismas.
- Durante la temporada baja entre 1983 y 1984:
  - Los Boston Breakers fueron forzados a trasladarse a Nueva Orleans después de solo una campaña. En Boston jugaron dentro del campus de la Universidad de Boston en el pequeño estadio Nickerson Field, pero era tan pequeño que los Breakers perdieron dinero aun cuando vendieron todas las entradas del estadio durante toda la campaña de 1983. Incapaces de encontrar un más lugar adecuado dentro del área de Boston, los Breakers fueron forzados a moverse.
  - Los dueños de las franquicias de los Arizona Wranglers y los Chicago Blitz básicamente intercambiaron equipos, y virtualmente todos los jugadores de la campaña de 1983 en Arizona jugaron en Chicago en 1984 y vice-versa. El efecto de esto fue de que Chicago cambió a uno de los equipos más fuertes en la liga por el equipo que finalizó en el último lugar de su división. Sin embargo, el nuevo dueño de los Blitz se retiró antes de que la campaña de 1984 comenzara, y los Blitz fueron manejados por la liga.
  - Por la necesidad de capital fresco, la liga se expandió de 12 a 18 equipos, agregando a los equipos       Pittsburgh Maulers, Houston Gamblers, San Antonio Gunslingers, Memphis Showboats, Oklahoma Outlaws y Jacksonville Bulls. Los Outlaws originalmente iban a jugar en San Diego, pero fue el mismo caso del equipo Los Angeles Express, se les negó el arrendamiento del Jack Murphy Stadium.

- Durante la temporada baja entre 1984 y 1985:
  - Después de que la liga anunciara sus planes de mover su calendario de 1986 a la temporada de otoño (ver más abajo), los Breakers se movieron por segunda ocasión, esta vez a Portland, Oregón. El campeón defensor los Philadelphia Stars se trasladaron a Baltimore. Los Michigan Panthers se fusionaron con los Oakland Invaders, mientras que los Pittsburgh Maulers se retiraron.
  - El nuevo dueño de Los Angeles Express, J. William Oldenburg, se declaró en quiebra, abandonando su franquicia y poniendo el contrato que tenía la USFL con la cadena ABC en peligro.
  - Los Washington Federals se reubicaron en Orlando, Florida, donde se convirtieron en los Orlando Renegades. Originalmente se planeó que se movieran a Miami, pero los planes del calendario de otoño alteraron esos planes.
  - Los Arizona Wranglers (que en realidad era el equipo de Chicago Blitz de 1983) se fusionaron con los Oklahoma Outlaws, formando a los Arizona Outlaws. Los Outlaws tenían la intención de fusionarse con los Oakland Invaders, pero no se llegó a un arreglo entre los dueños de los equipos.
  - Los Chicago Blitz (que eran los Arizona Wranglers de 1983) también se retiraron. A Eddie Einhorn se le concedió una nueva franquicia para Chicago, pero él repetidamente anunció que el equipo que había comprado no era el Chicago Blitz.

- Después de la campaña de 1985:
  - A los San Antonio Gunslingers les fue revocada su franquicia después de que el dueño Clinton Manges dejó de pagar las cuentas del equipo. Los Breakers también se dispersaron.
  - Los Ángeles y Oakland anunciaron que suspenderían operaciones, y Einhorn anunció su equipo de Chicago no participaría en 1986.
  - Denver se fusionó con Jacksonville, mientras Houston se fusionó con New Jersey.

## Competencia en contra de la NFL

### Compiten por no competir
Al comienzo la USFL compitió con la más vieja y mejor establecida National Football League tratando de no competir directamente con ella, básicamente teniendo un calendario de partidos de marzo a junio, pero también con pequeños cambios en las reglas del juego, más notablemente en estas:
- La conversión de dos puntos (adoptada por la NFL en 1994).
- La regla colegial de detener el reloj de juego después del primer down fue utilizada para los dos minutos finales de cada medio tiempo.
- Para la temporada de 1985, un método de desafiar las marcaciones en el campo de juego de los oficiales por medio de la repetición instantánea (usando un sistema que es casi idéntico al que se usa ahora en la NFL).
- Un tope o límite salarial de $1.8 millones de dólares para reducir las pérdidas inevitables y ayudar a dispersar talento a lo largo de toda la liga.  La NFL también adoptó el límite salarial en 1994.
- Un draft territorial, con la esperanza de abastecer a los equipos con estrellas locales que ayudaran a elevar el número de los espectadores. (Similar a lo propuesto por la All-American Football League)

Inicialmente, la liga fue vista como un competidor competitivo e innovador para la ya establecida NFL gracias a su buena disposición de firmar a jugadores de talento como Herschel Walker, Marcus Dupree, Brian Sipe, Doug Flutie, Mike Rozier, Reggie White, Jim Kelly, Steve Young y otras estrellas de esa época. En particular, la firma de los ganadores de 1974, 1975, 1982 y 1983 del Heisman (Archie Griffin, Walker y Rozier, respectivamente), le dio a la liga una credibilidad muy necesitada. La liga también hizo trató de llevar a sus filas a otras estrellas como Eric Dickerson.
Sin embargo, irónicamente la más grande contratación de la USFL (la firma de Walker), ha sido considerada en retrospectiva como el presagio de la muerte de la liga. Al igual que la NFL, la USFL prohibió la firma de estudiantes universitarios de primer año. Sin embargo, los funcionarios de la liga estaban seguros de que esta norma nunca se sostendría en una corte, así que permitieron que Walker firmara con los New Jersey Generals. Más importante aún, Walker firmó un contrato valuado en $4.2 millones de dólares, con un bono de $1 millón solo por firmar. Debido a las reglas de límite de salario de la USFL, este fue un contrato por servicios personales con el dueño de los Generals, J. Walter Duncan, y no un contrato normal como jugador. Aun así, los otros dueños no levantaron ninguna objeción, sabiendo lo importante que era Walker para la USFL.  
Este hecho eventualmente llevó a casi todos los equipos a rechazar el plan de Dixon, con muchos de ellos gastando enormes cantidades de dinero para lograr armar equipos competitivos en el campo de juego. Por ejemplo, se reportó que los Michigan Panthers perdieron $6 millones de dólares, sin importar que fueron los primeros campeones de la liga. La necesidad de más capital a su vez condujo a la liga a aceptar a seis equipos más en 1984 en vez de los cuatro considerados inicialmente por Dixon. La liga estaba tan desesperada por dinero fresco que aceptó una solicitud de San Antonio, a pesar de que un estudio hablaba en términos inequívocos de que San Antonio no podía apoyar a un equipo de la USFL.

### Verano contra Otoño
En 1984, la liga comenzó a discutir la posibilidad de competir con la NFL al jugar sus partidos en otoño comenzando en la campaña de 1986. A pesar de la protesta de muchos de los dueños que querían seguir con el plan de Dixon de jugar en los meses de primavera, las voces del dueño de los Generals, Donald Trump y otros más eventualmente prevalecieron. Algunos dueños incluso tenían la esperanza de que la USFL podría eventualmente fusionarse con la NFL (en cuyo caso la inversión inicial sería de más del doble de lo anticipado).
El 8 de octubre de 1984, los dueños de la liga votaron por comenzar a jugar una campaña otoñal en 1986. Como se mencionó anteriormente, esto directamente llevó a que un equipo se retirara (los Maulers), otro equipo cambió de planes para una nueva ubicación (los Federals), la reubicación de dos equipos más (los Stars y los Breakers), y a la fusión entre otros dos (los Invaders y los Panthers). Después de la campaña de 1985, fueron anunciados los planes para dos fusiones (Houston con New Jersey y Denver con Jacksonville). Sin embargo, la USFL nunca jugaría un partido de otoño.

### USFL vs. NFL
En otro esfuerzo para mantenerse a flote a sí misma mientras trataba de atacar a la mejor establecida NFL, la USFL introdujo una demanda judicial en el Distrito Sur de Nueva York en contra de la NFL, su comisionado Pete Rozelle, y 27 de 28 equipos por prácticas anti-competitivas, afirmando que la NFL había violado las secciones 1ª y 2ª de la Ley Sherman, estableciendo un monopolio con respecto a los derechos de transmisiones de televisión, y en algunos casos, al acceso a los sitios mismos de los estadios. 
Las secciones 1ª y 2ª de la Ley Sherman refieren lo siguiente: 
- Sección 1ª - Se busca prohibir la confabulación o la actividad organizada de grupos, diseñada para restringir el comercio entre aquellos que de otra manera sean competidores o vendedores en diferentes niveles de la cadena de distribución.
- Sección 2ª - Se Busca evitar la capacidad de una empresa para subir los precios y restringir la producción, y estar más preocupados con las actividades de los monopolios en general, independientemente de que esta conducta censurable implica en sí, una pluralidad de actores.

En particular estos eran los reclamos de la USFL en contra de la NFL:
- La firma de contratos multianuales con las entonces tres mayores cadenas televisivas de Estados Unidos (ABC, CBS y NBC), en un intento de bloquear el acceso de la USFL a un contrato con una cadena televisiva.
- Presionar a las tres cadenas televisivas para abstenerse de televisar partidos de la USFL en primavera u otoño, amenazando con no renovar los contratos de la NFL o asignar juegos de la NFL poco atrativos bajo los contratos existentes; y exitosamente evitar que cualquier cadena transmitiera a la USFL en el otoño.
- Establecer contractos con las cadenas con tarifas artificialmente infladas por publicidad durante los partidos de la NFL, imposibilitando la transmisión de la USFL en las cadenas televisivas.
- Evitar que cualquiera de las cadenas televisivas firmara un contrato por la temporada inaugural de la USFL en 1983.
- Rotar el Super Bowl entre las tres cadenas y no ofrecer los derechos de transmisión del Super Bowl, los playoffs y la campaña regular en licitaciones.
- Perseguir una estrategia delineada en el llamado "Reporte Porter" para "subyugar" y mandar a la quiebra a la USFL; incluyendo cooptar a poderosos dueños de la USFL, como Donald Trump y Alfred Taubman ofreciéndoles franquicias de la NFL; alentar a la ABC para no seguir con las emisiones de la USFL; presionar a la ABC proporcionándole un calendario poco atractivo para su programa anual del Monday Night Football en 1984; una focalización importante en jugadores de la USFL para firmar con la NFL por medios tales como el draft suplementario de la NFL y plantillas de jugadores ampliadas; tratar de mandar a la quiebra a los equipos más débiles de la USFL, por medio del alza de los salarios de los jugadores de la USFL con el fin de disminuir la credibilidad de la USFL.
- Colaborar con la Ciudad de Oakland para destruir a los Oakland Invaders de la USFL para lastimar la credibilidad e imagen de los Invaders y de toda la USFL.
- Amenazar con mover una franquicia existente de la NFL o crear una nueva con el único objetivo de lastimar a la franquicia de la USFL en Oakland; e
- Imposibilitar que los New Jersey Generals de la USFL se reubicaran en Nueva York.[4]

La USFL buscó una indemnización por $567 millones de dólares, los cuales podrían haber sido triplicados hasta llegar a la cantidad de $1.7 millardos de dólares bajo el amparo de las leyes anti-monopolios de los Estados Unidos. La USFL esperaba que los contratos de la NFL con las tres cadenas más grandes de televisión fueran declarados nulos y proponía dos soluciones: o forzaban a la NFL a negociar nuevos contratos de televisión con solo dos cadenas de televisión, o forzaban a la NFL a dividirse en dos ligas competitivas de 14 equipos cada una, con un contrato de televisión asegurado para cada liga con una de las cadenas de televisión.
Cada franquicia de la NFL fue nombrada como co-acusada, con la excepción de los entonces Los Angeles Raiders; el dueño de los Raiders Al Davis fue un testigo importante para la USFL, así evitó la demanda anteriormente señalada. Howard Cosell fue también un testigo clave para la USFL.
El caso fue a juicio en la primavera de 1986 y duró 42 días. El 29 de julio, un jurado de seis personas entregó su veredicto que, mientras técnicamente era una victoria para la USFL, en realidad devastó a la liga. El jurado declaró a la NFL como un "monopolio ilegal debidamente juzgado," (al violar la sección 2ª de la Ley Sherman) y encontró que la NFL había adquirido dolosamente y mantenido su estado de monopolio mediante tácticas predadoras.  
Sin embargo, rechazó las otras acusaciones de la USFL.  El jurado encontró que la USFL había cambiado su estrategia por un objetivo más riesgoso, el de una posible fusión con la NFL. Además de esto, el cambio a un calendario otoñal causó la pérdida de varios mercados mayores (Filadelfia, Denver, Detroit, Miami y el Área de la Bahía).  Se estableció que Donald Trump, el dueño de los Generals, específicamente buscó forzar una fusión sabiendo que la mayoría de los equipos serían eliminados. 
Más importante aún, el jurado encontró que la NFL no sacó a la USFL de las transmisiones de televisión. Básicamente, el jurado halló que mientras la USFL si fue perjudicada por la monopolización de facto del fútbol americano profesional, la mayor parte de sus problemas se debían a su propia mala administración. Se falló que la USFL recibiría solo un dólar como indemnización por daños, cantidad que fue triplicada bajo las leyes anti-monopolio de Estados Unidos hasta llegar a tres dólares.
El veredicto fue una clásica victoria pírrica. La USFL esencialmente había apostado su futuro en el resultado del juicio, y consideró que los reclamos relacionados con los derechos televisivos eran la clave del caso. Casi de manera inmediata después del anuncio del veredicto, se anunció la suspensión de las operaciones para la campaña de 1986, con la intención de regresar en 1987. Los jugadores que habían firmado contratos con cualquier equipo de la USFL inmediatamente fueron libres para contratarse en la NFL (o cualquier otra liga profesional).  Ciertamente, la NFL tuvo un draft en 1984 para los equipos que estuvieran interesados por los derechos de los jugadores que estaban participando en la USFL, en el posible caso de que la liga (o algún equipo de la misma decidiera retirarse). Sin embargo, es poco probable que la USFL pudiera ofrecer un producto viable, como quiera que sea.  Muchos de sus jugadores habían firmado contratos con equipos de la NFL después de la campaña de 1985, y la liga tenía una deuda de cerca de $160 millones de dólares.  Con casi la totalidad de sus jugafores contratados en la NFL y la Canadian Football League, Usher anunció que la liga permanecería cerrada también en 1987.
La USFL apeló la indemnización, pero fue rechazada por el Segundo Circuito de Apelaciones de los Estados Unidos en 1988. Esta decisión terminó con cualquier oportunidad de un posible regreso al campo de juego de la USFL, y la liga se disolvió formalmente poco tiempo después. No obstante, debido a que las leyes anti-monopolio permiten a la parte "perjudicada" recuperar los costos de abogados y los costos de la litigación, a la USFL se le otorgaron más de $5.5 millones de dólares por concepto de pago de abogados y más de $62,000 dólares en costos de litigación. Esa suma fue apelada por la NFL;  se afirmó en la apelación y en última instancia permitió que la misma se mantuviera en pie por el Tribunal Supremo de los Estados Unidos en 1990, mucho después de que USFL había cesado sus actividades.
La USFL finalmente recibió un cheque por $3.76 dólares como indemnización en 1990, los 76 centavos representaban los intereses ganados mientras el litigio había continuado. Es de llamar la atención notablemente, que ese cheque jamás fue cobrado.

## Consecuencias
Aunque la NFL estaría reacia a admitirlo durante el resto de la década de 1980 y 1990, es ampliamente reconocido que la USFL tuvo un dramático impacto en la NFL tanto en el campo de juego como fuera de él. Casi todas las innovaciones dentro del terreno de juego de la USFL fueron finalmente adoptadas por NFL, y una multitud de jugadores estrellas en la USFL continuaría con una muy exitosa carrera en la NFL.
La NFL también finalmente crearía franquicias en algunos de los mercados donde la USFL demostró que eran terreno fértil, con un renovado interés en el juego, incluyendo Arizona (los St. Louis Cardinals reubicándose en 1988), Jacksonville (los Jaguars siendo un equipo de expansión para 1995), y Tennessee (los Houston Oilers, mientras esperaban que su estadio, el LP Field en Nashville fuera terminado, se  cambiaron a Memphis para sus juegos como locales).
No fue una coincidencia que la mayoría de estos mercados estuvieran situados en el llamado Cinturón del Sol (una región donde la USFL fue particularmente un éxito). Tampa Bay, Jacksonville, Birmingham y Memphis se encontraban entre los líderes de la en la asistencia a los estadios. Junto con Filadelfia/Baltimore (el equipo más exitoso de la USFL) y Nueva Jersey (con su gran estrella, Walker), Estos equipos tuvieron al menos el potencial para ser empresas comerciales viables, las cuales tal vez hubieran mantenido con vida a la USFL.
El último jugador de la USFL en una plantilla en activo en la NFL fue el jugador de los Philadelphia Stars, el punter Sean Landeta, quien firmó un contrato a finales de 1986 con los New York Giants. Anunció su retiro el 6 de marzo de 2008, el 25º aniversario del primer partido de la USFL
La USFL aún tiene presencia en películas, comerciales y programas de televisión en Estados Unidos. El metraje existente de la USFL es usado de manera frecuente para ejemplificar al fútbol americano. Hay que pagar una cuota para poder usar metraje de la NFL. Ya que la USFL no existe, es más fácil mostrar archivos de video. Gary Cohen de la Triple Threat TV es el propietario ejecutivo de todo el metraje de la USFL. En el episodio "La Banda de los Tontos" de la serie infantil Bob Esponja, se muestra metraje del Tazón Liberty de la USFL (los Memphis Showboats en contra de los Tampa Bay Bandits) usado como fondo para el "Bubble Bowl"y en algunas escenas de la versión de la banda de la canción "Sweet Victory" de David Glen Eisley. Y en el episodio Cordones desatados Bob Esponja cambia al canal de deportes, que muestra un partido entre los Tampa Bay Bandits y los Houston Gamblers, cuando  es sorprendido por Gary mientras ve la televisión.

## Exmiembros de la USFL en el Salón de la Fama de la NFL
Hasta febrero de 2008, hay seis exmiembros de la USFL que están consagrados en el Salón de la fama de la NFL:
| Nombre         | Posición           | Equipo                          | Campañas  | Clase del Salón de la Fama |
| -------------- | ------------------ | ------------------------------- | --------- | -------------------------- |
| Marv Levy      | Entrenador en jefe | Chicago Blitz                   | 1984-1985 | Clase 2001                 |
| George Allen   | Entrenador en jefe | Chicago Blitz Arizona Wranglers | 1983 1984 | Clase 2002                 |
| Jim Kelly      | QB                 | Houston Gamblers                | 1984-1985 | Clase 2002                 |
| Steve Young    | QB                 | LA Express                      | 1984-1985 | Clase 2005                 |
| Reggie White   | DE                 | Memphis Showboats               | 1984-85   | Clase 2006                 |
| Gary Zimmerman | T                  | LA Express                      | 1984-1985 | Clase 2008                 |

Actualmente hay otros diez exjugadores de la USFL que son elegibles al Salón de la fama de la NFL.  Aparte de producir a muchos jugadores de la NFL, la USFL también produjo por lo menos a dos futuros  Campeones Mundiales de Lucha Libre Profesional: Lex Luger y Ron Simmons.
Dan Marino fue el primer jugador seleccionado por un equipo de la USFL, pero jamás firmó con la liga. Los Angeles Express fue el equipo que pudo hacer la primera selección de draft en la historia de la USFL.Jerry Rice también fue el primer seleccionado en el draft de 1985 de la USFL, fue seleccionado por los Birmingham Stallions.

## Equipos
- Arizona Outlaws (1985; resultado de la fusión de Arizona y Oklahoma)
- Arizona Wranglers (1983, 1984; los dueños de Arizona y Chicago intercambiaron franquicias)
- Baltimore Stars (1985; se movieron desde Filadelfia)
- Birmingham Stallions (1983-1985)
- Boston Breakers (1983)
- Chicago Blitz (1983, 1984; los dueños de Chicago y Arizona intercambiaron franquicias)
- Denver Gold (1983-1985)
- Houston Gamblers (1984-1985)
- Jacksonville Bulls (1984-1985)
- Los Angeles Express (1983-1985)
- Memphis Showboats (1984-1985)
- Michigan Panthers (1983-1984)
- New Jersey Generals (1983-1985)
- New Orleans Breakers (1984; se movieron desde Boston)
- Oakland Invaders (1983-1985; fusión con Michigan para la campaña de 1985)
- Oklahoma Outlaws (1984)
- Orlando Renegades (1985; se movieron desde Washington)
- Philadelphia Stars (1983-1984)
- Pittsburgh Maulers (1984)
- Portland Breakers (1985; se movieron desde Nueva Orleans)
- San Antonio Gunslingers (1984-1985)
- Tampa Bay Bandits (1983-1985)
- Washington Federals (1983-1984)

### En 1986
Antes del fallo del jurado en el caso USFL v. NFL, la USFL había planeado seguir con la temporada de 1986 con solo ocho equipos, divididos en dos divisiones : la "Independence Division" (División Independencia) y la "Liberty Division" (División Libertad):
| - Independence Division - Arizona Outlaws - Jacksonville Bulls (fusionados con los Denver Gold) - Orlando Renegades - Tampa Bay Bandits | - Liberty Division - Baltimore Stars - Birmingham Stallions - Memphis Showboats - New Jersey Generals (fusionados con los Houston Gamblers) |

Sin embargo, debido a las repercusiones legales relativas a la USFL, este formato divisional, y toda la temporada de 1986, jamás se materializaron.

## Temporada por temporada
V = victorias, D = Derrotas, E = Empates, PCT= Porcentaje de victorias, PF= Puntos a favor, PC = Puntos en contra
| Calificó a playoffs |

### 1983
| División del Atlántico |    |    |   |      |    |    |
| Equipo                 | V  | D  | E | PCT  | PF | PC |
| Philadelphia Stars     | 15 | 3  | 0 | .833 |    |    |
| Boston Breakers        | 11 | 7  | 0 | .611 |    |    |
| New Jersey Generals    | 6  | 12 | 0 | .333 |    |    |
| Washington Federals    | 4  | 14 | 0 | .222 |    |    |
| División Central       |    |    |   |      |    |    |
| Equipo                 | V  | D  | E | PCT  | PF | PC |
| Michigan Panthers      | 12 | 6  | 0 | .667 |    |    |
| Chicago Blitz          | 12 | 6  | 0 | .667 |    |    |
| Tampa Bay Bandits      | 11 | 7  | 0 | .611 |    |    |
| Birmingham Stallions   | 9  | 9  | 0 | .500 |    |    |
| División del Pacífico  |    |    |   |      |    |    |
| Equipo                 | V  | D  | E | PCT  | PF | PC |
| Oakland Invaders       | 9  | 9  | 0 | .500 |    |    |
| Los Angeles Express    | 8  | 10 | 0 | .444 |    |    |
| Denver Gold            | 7  | 11 | 0 | .389 |    |    |
| Arizona Wranglers      | 4  | 14 | 0 | .222 |    |    |

Equipo local en mayúsculas
- Playoffs divisionales:
- PHILADELPHIA 44, Chicago 38 (OT)
- MICHIGAN 37, Oakland 21

- Juego de Campeonato de la USFL (en Denver)
- Michigan 24, Philadelphia 22

### 1984
| Conferencia Este       |    |    |   |      |    |    |
| División del Atlántico |    |    |   |      |    |    |
| Equipo                 | V  | D  | E | PCT  | PF | PC |
| Philadelphia Stars     | 16 | 2  | 0 | .889 |    |    |
| New Jersey Generals    | 14 | 4  | 0 | .778 |    |    |
| Pittsburgh Maulers     | 3  | 15 | 0 | .167 |    |    |
| Washington Federals    | 3  | 15 | 0 | .167 |    |    |
| División Sur           |    |    |   |      |    |    |
| Equipo                 | V  | D  | E | PCT  | PF | PC |
| Birmingham Stallions   | 14 | 4  | 0 | .778 |    |    |
| Tampa Bay Bandits      | 14 | 4  | 0 | .778 |    |    |
| New Orleans Breakers   | 8  | 10 | 0 | .444 |    |    |
| Memphis Showboats      | 7  | 11 | 0 | .389 |    |    |
| Jacksonville Bulls     | 6  | 12 | 0 | .333 |    |    |

| Conferencia Oeste       |    |    |   |      |    |    |
| División del Pacífico   |    |    |   |      |    |    |
| Equipo                  | V  | D  | E | PCT  | PF | PC |
| Los Angeles Express     | 10 | 8  | 0 | .556 |    |    |
| Arizona Wranglers       | 10 | 8  | 0 | .556 |    |    |
| Denver Gold             | 9  | 9  | 0 | .500 |    |    |
| Oakland Invaders        | 7  | 11 | 0 | .389 |    |    |
| División Central        |    |    |   |      |    |    |
| Equipo                  | V  | D  | E | PCT  | PF | PC |
| Houston Gamblers        | 13 | 5  | 0 | .722 |    |    |
| Michigan Panthers       | 10 | 8  | 0 | .556 |    |    |
| San Antonio Gunslingers | 7  | 11 | 0 | .389 |    |    |
| Oklahoma Outlaws        | 6  | 12 | 0 | .333 |    |    |
| Chicago Blitz           | 5  | 13 | 0 | .278 |    |    |

Semifinales de Conferencia
- PHILADELPHIA 28, New Jersey 7
- LOS ANGELES 27, Michigan 21 (3 OT)
- BIRMINGHAM 36, Tampa Bay 17
- Arizona 17, HOUSTON 16

Campeonatos de Conferencia
- ARIZONA 35, Los Angeles 23
- PHILADELPHIA 20, Birmingham 10

Juego de Campeonato de la USFL (en Tampa)
- Philadelphia 23, Arizona 3

### 1985
| Conferencia Este     |    |    |   |      |    |    |
| Equipo               | V  | D  | T | PCT  | PF | PC |
| Birmingham Stallions | 13 | 5  | 0 | .722 |    |    |
| New Jersey Generals  | 11 | 7  | 0 | .611 |    |    |
| Memphis Showboats    | 11 | 7  | 0 | .611 |    |    |
| Baltimore Stars      | 10 | 7  | 1 | .583 |    |    |
| Tampa Bay Bandits    | 10 | 8  | 0 | .556 |    |    |
| Jacksonville Bulls   | 9  | 9  | 0 | .500 |    |    |
| Orlando Renegades    | 5  | 13 | 0 | .278 |    |    |

| Conferencia Oeste       |    |    |   |      |    |    |
| Equipo                  | V  | D  | E | PCT  | PF | PC |
| Oakland Invaders        | 13 | 4  | 1 | .750 |    |    |
| Denver Gold             | 11 | 7  | 0 | .611 |    |    |
| Houston Gamblers        | 10 | 8  | 0 | .556 |    |    |
| Arizona Outlaws         | 8  | 10 | 0 | .444 |    |    |
| Portland Breakers       | 6  | 12 | 0 | .333 |    |    |
| San Antonio Gunslingers | 5  | 13 | 0 | .278 |    |    |
| Los Angeles Express     | 3  | 15 | 0 | .167 |    |    |

Equipos locales en mayúsculas
- Cuartos de final
  - Birmingham 22, Houston 20
  - MEMPHIS 48, Denver 7
  - OAKLAND 30, Tampa Bay 27
  - Baltimore 20, NEW JERSEY 17

- Semifinales
  - Baltimore 28, Birmingham 14
  - Oakland 28, MEMPHIS 19

- Juego de Campeonato de la USFL (en Meadowlands, NJ)
  - Baltimore 28, Oakland 24

## Juegos de Campeonato
Solo se realizaron 3 Juegos de Campeonato de la USFL. El grupo de música country, Alabama, interpretó el himno nacional de los Estados Unidos antes del comienzo del Juego de Campeonato de 1984. Uno de sus miembros usó una chaqueta de los Birmingham Stallions.
| Fecha               | Equipo Ganador     | Equipo Perdedor    | Marcador | Ubicación del juego                         |
| ------------------- | ------------------ | ------------------ | -------- | ------------------------------------------- |
| 17 de julio de 1983 | Michigan Panthers  | Philadelphia Stars | 24- 22   | Mile High Stadium, Denver, Colorado         |
| 15 de julio de 1984 | Philadelphia Stars | Arizona Wranglers  | 23-3     | Tampa Stadium, Tampa, Florida               |
| 14 de julio de 1985 | Baltimore Stars    | Oakland Invaders   | 28-24    | Giants Stadium, East Rutherford, New Jersey |

## PremiosMVP
- 1983: Kelvin Bryant, RB, Philadelphia Stars

- 1984: Jim Kelly, QB, Houston Gamblers

- 1985: Herschel Walker, RB, New Jersey Generals

## Comisionados
- Chet Simmons (1982-1984; renunció por presión de los dueños)
- Harry L. Usher (1984-1987; la liga dejó de operar)

## Líderes de todos los tiempos
- Intentos de acarreos: 1143 Herschel Walker
- Yardas por acarreo: 5562 Herschel Walker
- Touchdowns por acarreo: 55 Herschel Walker

- Pases atrapados: 234 Jim Smith
- Yardas por pases atrapados: 3685 Jim Smith
- Touchdowns por pases atrapados: 31 Jim Smith

- Intentos de pase: 1352 John Reaves
- Pases completos: 766 John Reaves
- Yardas totales lanzando el balón: 10,039 Bobby Hebert
- Pases de touchdown: 83 Jim Kelly
- Pases interceptados: 57 Bobby Hebert